# Carlo Moneta
Carlo Moneta (Roma, 1894 – Catalogna, 31 dicembre 1938) è stato un militare italiano, insignito della medaglia d'oro al valor militare alla memoria nel corso della guerra di Spagna.

## Biografia
Nacque a Roma nel 1894, figlio di Carlo e Anna Giustiniani. Appartenente ad una nota famiglia della Capitale, prese parte alla prima guerra mondiale in reparti mobilitati della guardia di finanza. Sottobrigadiere nel novembre 1915 e brigadiere nel novembre 1917, ritornò dall'Albania nell’agosto 1918 perché ammesso a frequentare la Regia Accademia Militare di Fanteria e Cavalleria di Modena  dalla quale uscì con il grado di sottotenente di complemento, assegnato all'arma di fanteria, corpo dei bersaglieri nel gennaio 1919. Assegnato in servizio al 14º Reggimento bersaglieri, passò in servizio permanente effettivo con anzianità 1º dicembre 1918, e destinato al 12º Reggimento bersaglieri fu comandato a prestare servizio presso il IX Autocentro, dove conseguì la promozione a tenente. Promosso capitano nel 1931 fu in servizio presso il 232º Reggimento fanteria e nel 1933 al 78º Reggimento fanteria della Brigata "Lupi di Toscana" a Bergamo. Nell’aprile 1938 chiese, ed ottenne di partire, di partire volontario per combattere nella guerra di Spagna, dove fu assegnato al 1º Reggimento della 4ª Divisione d'assalto "Littorio", inquadrata nel Corpo Truppe Volontarie. Cadde in combattimento a quota 421 di Monte Fosca, nel corso della battaglia di Catalogna, il 31 dicembre 1938, e fu insignito della medaglia d'oro al valor militare alla memoria.

### Fonti
1. 1 2 3 4 5 6 7  Combattenti Liberazione.
2. ↑   Bollettino ufficiale delle nomine, promozioni e destinazioni negli ufficiali e sottufficiali del R. esercito italiano e nel personale dell'amministrazione militare, 1940,  p. 6813. URL consultato il 12 marzo 2022.
3. ↑  Medaglie d'oro al valor militare sul sito della Presidenza della Repubblica
4. ↑  Registrato alla Corte dei conti addì 18 maggio 1940, registro 16 guerra, foglio 317.